# Topólka (Grande-Pologne)
Pour les articles homonymes, voir Topólka.
Topólka (prononciation : [tɔˈpulka]) est une localité polonaise de la gmina de Miejska Górka dans le powiat de Rawicz de la voïvodie de Grande-Pologne dans le centre-ouest de la Pologne.
Elle se situe à environ 6 kilomètres au nord-est de Miejska Górka (siège de la gmina), à 15 kilomètres au nord-est de Rawicz (siège du powiat) et à 81 kilomètres au sud de Poznań (capitale régionale).
La localité possède une population de 67 habitants en 2015.

## Histoire
De 1975 à 1998, la localité faisait partie du territoire de la voïvodie de Leszno.

Depuis 1999, Topólka est située dans la voïvodie de Grande-Pologne.